# Triphosa amdoensis
Triphosa amdoensis là một loài bướm đêm trong họ Geometridae.